# Salma Khabot
Salma Khabot, née le 29 juin 2001, est une kayakiste marocaine.

## Carrière
Elle est médaillée de bronze en K4 500 mètres avec Laila Bouchir, Chaymaa Guemra et Zina Aboudalal aux Jeux africains de 2019.